# Ecitomyia juxtaposita
Ecitomyia juxtaposita är en tvåvingeart som beskrevs av Borgmeier 1960. Ecitomyia juxtaposita ingår i släktet Ecitomyia och familjen puckelflugor.
Artens utbredningsområde är Panama. Inga underarter finns listade i Catalogue of Life.